# Урош Ненадовић
Урош Ненадовић (Београд, 28. јануар 1994) српски је фудбалер који тренутно игра за јерменски Алашкерт.